# Eisenbahnraketenkomplex

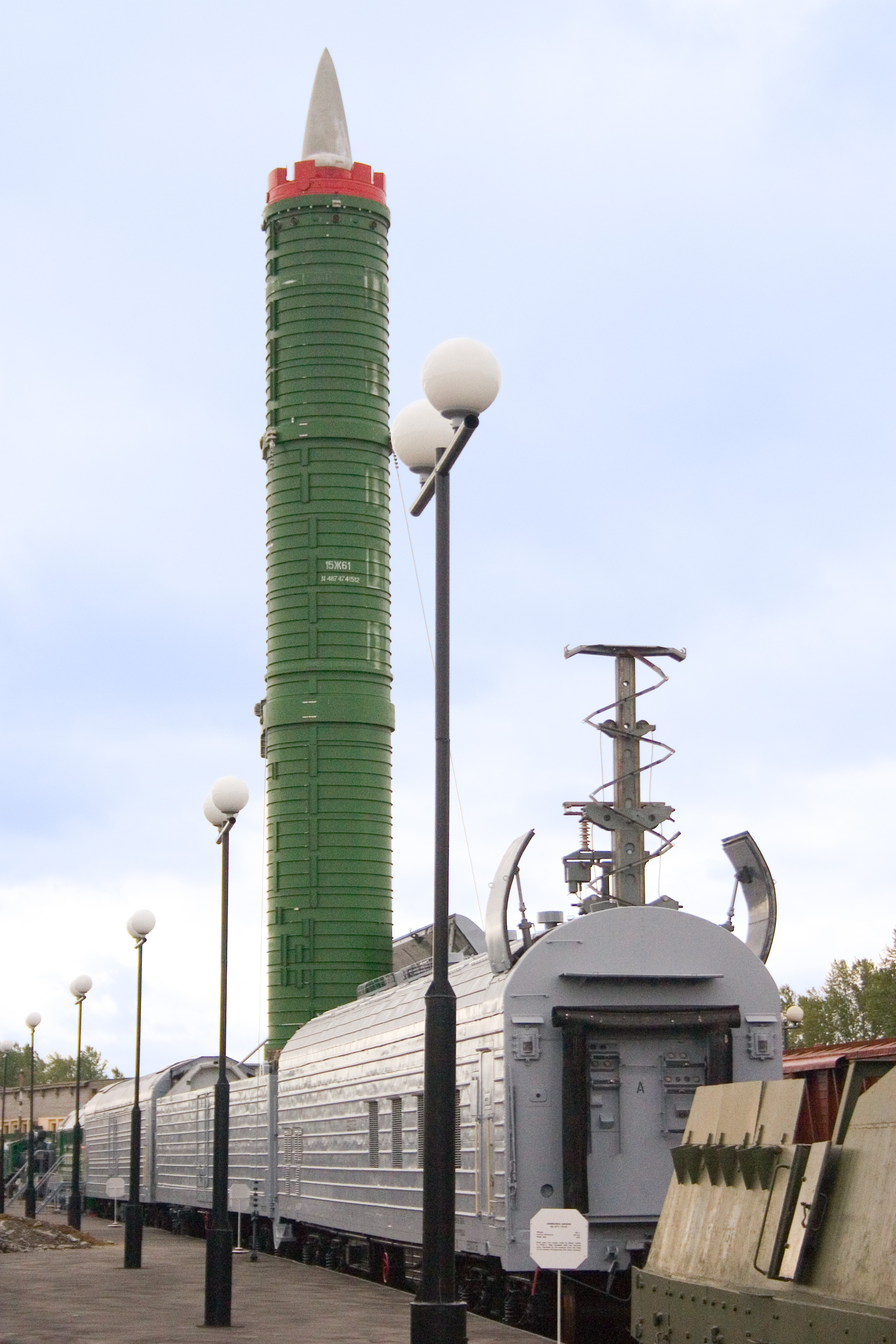
Eisenbahnraketenkomplex im Eisenbahnmuseum Sankt Petersburg, auf dem ersten Wagen die ausgefahrene Druckeinrichtung für die Fahrleitung

Der militärische Eisenbahnraketenkomplex (russisch Боевой железнодорожный ракетный комплекс) war ein von der Sowjetunion in den frühen 1980er Jahren in Dienst gestellter Zug, welcher mit Interkontinentalraketen vom Typ RT-23 bewaffnet war. Gegenüber festen Silos hatten die Zugeinheiten den Vorteil, dass der Gegner nicht genau wissen konnte, wo sich diese gerade befanden. Aus dem Weltall waren sie kaum von Kühlzügen zu unterscheiden. Die Vorteile gegenüber Atom-U-Booten waren eine reduzierte Komplexität und geringere Kosten.
Von außen ähnelten die Züge seinerzeit üblichen Maschinenkühlzügen. Eine Zugeinheit bestand aus drei achtachsigen Wagen, und zwar einem mit einer einzelnen Rakete, einem Kommandowagen und einem Wagen für das Personal in Reisezugwagenbauart, sowie mehreren Diesellokomotiven. Die Eisenbahnraketenkomplexe konnten, außer auf Brücken, überall dort ihre Raketen starten, wo sie nicht durch Fahrleitungsaufhängungspunkte, Tunnel oder Ähnliches gestört wurden; das waren zu ihrer Einsatzzeit etwa 145.000 km Streckennetz. Zwischen zwei Masten konnte die unter Spannung stehende Fahrleitung durch nach oben und zur Seite schwenkbare Hydraulikstempel zur Seite gedrückt werden. Um die Standsicherheit beim Aufrichten des Startcontainers zu gewährleisten, verfügten die Silowagen über hydraulisch ausfahrbare Stützen.
Bereits 1985 veröffentlichte das Pentagon in dem jährlich erscheinenden Kompendium Soviet Military Power eine künstlerische Darstellung des Eisenbahnraketenkomplexes. Auf der Zeichnung ist ein Eisenbahnzug mit grünen Waggons, versehen mit roten Sternen, zu sehen, wobei aus einem Waggon eine Rakete hervorragt. Es dürfte die erste bildliche Darstellung des sowjetischen Eisenbahnraketenkomplexes in der Öffentlichkeit gewesen sein.
1990 befanden sich noch sechs dieser Züge im Einsatz, aufgrund des schließlich nicht in Kraft getretenen Abkommens START II zwischen den USA und Russland wurden diese verschrottet. 2005 wurde der letzte Zug aus dem Verkehr genommen und 2007 die letzte dazugehörige RT-23 vernichtet.
Im Zuge der während des Krieges in der Ukraine entstandenen Konflikte zwischen Russland und der westlichen Welt gibt es Überlegungen einer Wiederauferstehung der Eisenbahnraketenkomplexe mit der aktuellen Interkontinentalrakete vom Typ RS-24 Jars. 2016 wurde gemeldet, dass die Entwicklung einer modernisierten Version sich voraussichtlich bis 2020 verzögern wird.